# Pratt & Whitney PW6000
Pratt & Whitney PW6000 je dvouproudový motor s vysokým obtokovým poměrem navržený pro letoun Airbus A318 s rozsahem tahu 18 000–24 000 lbf (82–90 kN).
Pratt & Whitney navrhl motor s minimálními složitostmi, aby výrazně snížil náklady na údržbu a dosáhl úspory hmotnosti a spotřeby paliva. Z testů však vyplynulo, že počáteční návrh pětistupňového vysokotlakého kompresoru nesplnil slibovaný výkon při spalování. Výsledkem bylo, že mnoho původních zákazníků změnilo své objednávky ve prospěch konkurenčního motoru CFM International CFM56-5. Jako řešení společnost Pratt & Whitney znovu potvrdila novější konstrukci s využitím šestistupňového vysokotlakého kompresoru navrženého německou firmou MTU Aero Engines, aby byl dosažen slibovaný výkon. Německá společnost vyrábí vysokotlaký kompresor a nízkotlakou turbínu. Vysokotlaký kompresor je poháněný jednostupňovou turbínou. Přes hřídel, která obsluhuje nízkotlakou část, pohání třístupňová turbína jednostupňové dmychadlo a čtyřstupňový nízkotlaký kompresor.

## Specifikace

### Technické údaje
- Typ: dvouhřídelový dvouproudový motor s vysokým obtokovým poměrem
- Délka: 2,74 m
- Průměr: 1,44 m
- Hmotnost: 2 289 kg

### Součásti motoru
- Kompresor: jednostupňové dmychadlo, čtyřstupňový nízkotlaký kompresor a šestistupňový vysokotlaký kompresor
- Spalovací komora: prstencová
- Turbína: jednostupňová vysokotlaká turbína a třístupňová nízkotlaká turbína

### Výkony
- Maximální tah: 22 100 - 23 800 lbf (99 - 106 kN)
- Celkový kompresní poměr: 26,1 - 28,2
- Obtokový poměr: 4,8 - 5,0
- Poměr tah/hmotnost: 4,7

## Podobné motory
- General Electric CF34
- IAE V2500
- PowerJet SaM146
- Progress D-436
- Rolls-Royce BR700
- Rolls-Royce Tay